# Gymnacranthera maliliensis
Gymnacranthera maliliensis är en tvåhjärtbladig växtart som beskrevs av R.T.A. Schouten. Gymnacranthera maliliensis ingår i släktet Gymnacranthera och familjen Myristicaceae. Inga underarter finns listade i Catalogue of Life.